# Uncle Meat
| Recensione | Giudizio |
| ---------- | -------- |
| AllMusic   |          |

Uncle Meat, pubblicato nel 1969, è il quinto album dei The Mothers of Invention, gruppo guidato da Frank Zappa.

## Il disco
Pensato come colonna sonora di un omonimo film che non vide tuttavia la luce prima del 1987, Uncle Meat è considerato un importante passo discografico di Frank Zappa verso il jazz e la musica classica. L'album include anche elementi di blues, rock'n'roll, nonché parti vocali provenienti dal film stesso.
Non mancano ovviamente i riferimenti satirici al mondo delle groupie, col ritorno del personaggio di Suzy Creamcheese, già apparsa in Freak Out! e Absolutely Free. Da notare una lunga suite strumentale jazz/rock/fusion di ben 18 minuti, intitolata King Kong e divisa in sei parti.
La versione su compact disc, pubblicata nel 1995, include tre tracce aggiuntive: il brano Tengo Na Minchia Tanta, con testo in lingua italiana cantato da Massimo Bassoli (quest'ultimo compare pure nel film associato all'album) e due lunghi estratti dai dialoghi della pellicola.

### Origine e storia
Frank Zappa, che era interessato a produrre un film sin dai tempi della scuola superiore, decise di sviluppare un lungometraggio promozionale per la sua band The Mothers of Invention, intitolato Uncle Meat. Il progetto filmico prevedeva la combinazione di diversi elementi di science fiction con storie di vita "on the road" ispirate agli eccessi sessuali del gruppo in tour. Successivamente, Zappa iniziò a lavorare ad un altro progetto chiamato No Commercial Potential, che si sarebbe poi sviluppato negli album We're Only in It for the Money, Lumpy Gravy, Cruising with Ruben & the Jets e Uncle Meat. Zappa disse: «È tutto un unico album. Tutto il materiale in quei dischi è organicamente collegato e se prendessi tutti i nastri e usassi una lametta da barba per tagliuzzarli in tanti pezzetti per poi riassemblarli insieme in ordine differente, ci sarebbe comunque un pezzo di musica unitario da poter ascoltare. Poi potrei riprendere la lametta e separare nuovamente i pezzi e rimontarli ancora, e avrebbe senso comunque. Potrei farlo venti volte. Il materiale è definitivamente collegato insieme».

### Registrazione
Per le sedute di registrazione, Zappa utilizzò un banco mixer a 12 piste, oltre a una gran varietà di tecniche per realizzare la sua "visione", incluse moltissime sovraincisioni, l'impiego di strumenti inusuali ed effetti di studio, accelerando e rallentando i nastri per ottenere effetti artistici non convenzionali. Zappa voleva realizzare un album in grado di sfidare l'apatia e la piattezza della musica commerciale contemporanea e l'assuefazione del pubblico ad essa.

### Descrizione
Uncle Meat contiene una gran varietà di stili musicali differenti, includendo musica orchestrale e sinfonica, free jazz, blues, doo wop e rock and roll. L'album contiene inoltre spezzoni parlati e recitativi vari da parte del personaggio della groupie Suzy Creamcheese, e maggior spazio agli strumenti a percussione rispetto ai precedenti lavori di Zappa.
Nine Types of Industrial Pollution è un brano melodicamente "informe" incentrato sulle percussioni, che include un assolo di chitarra velocizzato in fase di post-produzione. Dog Breath, in the Year of the Plague è presentata come una canzone rock and roll, con lo stesso tema ripetuto diverse volte nel corso del disco, eseguito di volta in volta dalle tastiere, dalle percussioni e dalla chitarra acustica. La versione prettamente rock and roll comprende tre strofe con il primo ritornello eseguito dalla cantante lirica Nelcy Walker, e il secondo accelerato elettronicamente. Dopo la terza strofa, la canzone diventa un pezzo avant garde orchestrale eseguito da percussioni, tastiere e strumenti che, secondo le note interne dell'album: "...suonano come trombe (ma) sono invece dei clarinetti suonati attraverso un dispositivo elettrico creato dal "Maestro"...
In aggiunta alle registrazioni in studio, Uncle Meat contiene spezzoni live registrati alla Royal Albert Hall, compreso Don Preston che suona Louie Louie sull'imponente organo a canne della Albert Hall. Electric Aunt Jemima è un brano con reminiscenze doo-wop dedicato all'amplificatore della chitarra di Zappa.

#### King Kong
L'album termina con un lungo pezzo free jazz in 3/4 intitolato King Kong, anche se un preludio strumentale al brano suonato in tempo 5/8, già era comparso in precedenza sul disco. Sei variazioni della melodia appaiono alla fine dell'album: la prima è una semplice melodia, la seconda si tramuta in un assolo al pianoforte elettrico Fender Rhodes da parte di Preston, la terza contiene un assolo di sax di Motorhead Sherwood, e la quarta vede la presenza di Bunk Gardner al sax soprano con vari effetti elettronici a simulare il suono di un contrabbasso che accompagna l'assolo. Ulteriori due variazioni concludono il pezzo: una registrazione dal vivo di un assolo al sax da parte di Ian Underwood ed infine una parte strumentale caotica con gong, sax, ed altri strumenti accelerati.

## Tracce
Testi e musiche di Frank Zappa, eccetto dove indicato.

### Versione LP
Disco 1
- Lato A

1. Uncle Meat: Main Title Theme (strumentale) – 1:54
2. The Voice of Cheese – 0:27
3. Nine Types of Industrial Pollution (strumentale) – 5:56 – (indicata con il titolo 400 Days of the Year sull'etichetta originale del vinile)
4. Zolar Czakl (strumentale) – 0:57
5. Dog Breath, in the Year of the Plague – 5:51
6. The Legend of the Golden Arches (strumentale) – 1:24
7. Louie Louie (At the Royal Albert Hall in London) – 2:28 (Richard Berry)
8. The Dog Breath Variations (strumentale) – 1:36

- Lato B

1. Sleeping in a Jar – 0:49
2. Our Bizarre Relationship – 1:05
3. The Uncle Meat Variations – 4:40
4. Electric Aunt Jemima – 1:53
5. Prelude to King Kong – 3:24
6. God Bless America (Live at the Whisky a Go Go) – 1:22 (Irving Berlin)
7. A Pound for a Brown on the Bus (strumentale) – 1:29
8. Ian Underwood Whips It Out (Live on stage in Copenhagen) – 5:08

Disco 2
- Lato C

1. Mr. Green Genes – 3:10
2. We Can Shoot You – 1:48
3. If We'd All Been Living in California.. – 1:29
4. The Air – 2:57
5. Project X (strumentale) – 4:47
6. Cruising for Burgers – 2:19

- Lato D

1. King Kong Itself (As Played by the Mothers in a Studio) (strumentale) – 0:53
2. King Kong (Its Magnificence as Interpreted by Dom DeWild) (strumentale) – 1:15
3. King Kong (As Motorhead Explains It) (strumentale) – 1:44
4. King Kong (The Gardner Varieties) (strumentale) – 6:17
5. King Kong (As Played by 3 Deranged Good Humor Trucks) (strumentale) – 0:29
6. King Kong (Live on a Flat Bed Diesel in the Middle of a Race Track at a Miami Pop Festival...The Underwood Ramifications) (strumentale) – 7:22

### Versione CD Rykodisc (1995)
Disco 1
1. Uncle Meat: Main Title Theme (strumentale) – 1:56
2. The Voice of Cheese – 0:26
3. Nine Types of Industrial Pollution (strumentale) – 6:00
4. Zolar Czakl (strumentale) – 0:54
5. Dog Breath, in the Year of the Plague – 3:59
6. The Legend of the Golden Arches (strumentale) – 3:28
7. Louie Louie (At the Royal Albert Hall in London) – 2:19 (Richard Berry)
8. The Dog Breath Variations (strumentale) – 1:48
9. Sleeping in a Jar – 0:50
10. Our Bizarre Relationship – 1:05
11. The Uncle Meat Variations – 4:46
12. Electric Aunt Jemima – 1:46
13. Prelude to King Kong – 3:38
14. God Bless America (Live at the Whisky a Go Go) – 1:10 (Irving Berlin)
15. A Pound for a Brown on the Bus (strumentale) – 1:29
16. Ian Underwood Whips It Out (Live on stage in Copenhagen) – 5:05
17. Mr. Green Genes – 3:14
18. We Can Shoot You – 2:03
19. If We'd All Been Living in California.. – 1:14
20. The Air – 2:57
21. Project X (strumentale) – 4:48
22. Cruising for Burgers – 2:18

Disco 2
1. Uncle Meat Film Excerpt, Part 1 – 37:34
2. Tengo Na Minchia Tanta – 3:46
3. Uncle Meat Film Excerpt, Part 2 – 3:50
4. King Kong Itself (As Played by the Mothers in a Studio) (strumentale) – 0:49
5. King Kong (Its Magnificence as Interpreted by Dom DeWild) (strumentale) – 1:21
6. King Kong (As Motorhead Explains It) (strumentale) – 1:44
7. King Kong (The Gardner Varieties) (strumentale) – 6:17
8. King Kong (As Played by 3 Deranged Good Humor Trucks) (strumentale) – 0:34
9. King Kong (Live on a Flat Bed Diesel in the Middle of a Race Track at a Miami Pop Festival...The Underwood Ramifications) (strumentale) – 7:24

## Crediti
- Frank Zappa - chitarra, voce da basso, percussioni;
- Ray Collins - canto in crescendo[5];
- Jimmy Carl Black - batteria, comicità divertente, miseria[5];
- Roy Estrada - basso elettrico, cheeseburgers, falsetto da pachuco[5];
- Don (Dom De Wild) Preston - piano elettrico, carte da tarocchi, riso marrone[5];
- Billy (The Oozer = letteralmente "Il Trasudato") Mundi - batteria in alcuni pezzi, prima che lasciasse per unirsi ai "Rhinoceros"[5];
- Bunk (Sweetpants = letteral. "Dolci Pantaloni") Gardner - ottavino, flauto, clarinetto, clarinetto basso, sax soprano, sax contralto, sax tenore, fagotto (tutti questi elettrici e/o non elettrici, a seconda)[5];
- Ian Underwood - organo elettrico, piano, clavicembalo, celesta, flauto, clarinetto, sax contralto, sax baritono, assistenza specifica, copista, relazioni industriali & fascino adolescenziale[5];
- Artie (Dal Baffo Verde) Tripp - batteria, timpani, vibrafono, marimba, xilofono, blocchi di legno, campane, campanelle, aspetto gioioso & richieste particolari[5];
- Euclid James (Motorhead/Motorishi) Sherwood - popstar, svisature frenetiche di sax tenore, tamburello, coreografia, ostinazione & montatore della strumentazione quando non ci sta provando con le groupie del posto[5].

Ringraziamenti Particolari a:
- Ruth Komanoff - marimba e vibrafono con "Artie" nella maggior parte dei brani[5];
- Nelcy Walker - voce da soprano con Ray e Roy in Dog Breathe e The Uncle Meat Variations[5].

Non accreditata:
- Pamela Zarubica nel ruolo di "Suzy Creamcheese"[6]